# Flipsyde
Flipsyde, är ett hiphop- och R&B-band från Oakland, Kalifornien, USA.  
Flipsyde gör allt från partylåtar till låtar som handlar om politisk ilska.
Flipsyde är ett rap / R & B / rock-band från Oakland i Kalifornien. Flipsyde består av bandmedlemmarna Steve Knight, Dave Lopez, Jinho Ferreira. De har turnerat mycket tillsammans med Fort Minor, The Black Eyed Peas och Snoop Dogg.
Deras låt "Someday" valdes som NBC:s theme song för 2006 års vinter-OS i Turin. Deras debutalbum "We the People", med singlarna "Happy Birthday", "Trumpets" och "Angel" utsågs till det bästa hiphop-albumet 2006 av Washington Post.
Under 2008 hade en låt av Flipsyde valts ut som temalåten för OS. Det var deras låt "Champion" som skulle spelas i Peking.
I början av januari 2011 annonserade Flipsyde att de hade grupperat återigen, men denna gång med avsaknad av Chantelle Paige som fortsätter sitt sökande efter en solokarriär. Den 26 juli 2011 släpptes deras nya skiva The Phoenix.

## Diskografi

### Studioalbum
- 2005 - We the People
- 2009 - State Of Survival (med Chantelle Paige)
- 2011 - The Phoenix

### Singlar
- 2005 - Someday
- 2005 - Happy Birthday
- 2006 - Trumpets (Never Be The Same Again)
- 2006 - Angel
- 2006 - No More
- 2008 - Champion
- 2009 - When It Was Good
- 2011 - Act Like A Cop Dit It